# 第六高等学校
第六高等学校，简称六高，是一所于1900年建立的旧制高等学校，位于日本冈山县冈山市。1950年，因日本战后学制改革，所有旧制高等学校一并废校，其中第六高等学校并入新制大学冈山大学，成为该大学法文学部、理学部，以及教养部的主干。
因为重视实践的原因，旧制第六高等学校校友多进入政商界，但在文化界有较高影响力的校友却相对不多。